# Ернст фон Фризен
Ернст фон Фризен (на немски: Ernst Freiherr von Friesen; * 9 февруари 1800 в Дрезден; † 19 юни 1869 в Касел-Вилхелмсхьое) е благородник от саксонския род Фризен, австрийски лейтенант при трон-принц ерцхерцог Фердинанд, кралски пруски камерхер и съветник, собственик на Рамелбург в графство Мансфелд.
Той е четвъртият син (от 11 деца) на политика фрайхер Йохан Георг Фридрих фон Фризен (1757 – 1824) и втората му съпруга Юлиана Каролина фон дер Шуленбург (1764 – 1803), дъщеря на граф Гебхард Вернер фон дер Шуленбург (1722 – 1788) и София Шарлота фон Велтхайм (1735 – 1793). Когато е на три години, майка му умира. Баща му Йохан Георг Фридрих се жени трети път на 15 юли 1819 г. за Каролина Бамбергер, която от 28 години е домашна помощница и възпитателка на децата му, без да съобщи на обществото. Той обаче ѝ позволява като Мадмоазел Бамбергер да участва в обществения живот на фамилията Фризен.
През 1824 г. той заедно с братята си Фридрих фон Фризен (1796 – 1871) и Херман фон Фризен (1802 – 1882) наследява трите рицарски имоти на баща им. След смъртта на Август фон Мюнхаузен през 1841 г. той става съветник на Планинския окръг Мансфелд в провинция Саксония.

## Фамилия
Ернст фон Фризен се жени на 12 октомври 1831 г. във Волфсбург за графиня Юлия Армгард Клара фон дер Шуленберг-Волфсбург (* 23 януари 1809, Волфсбург; † 26 август, Рамелбург). Той се жени втори път на 26 ноември 1854 г. във Висбаден за фрайин Каролина Луиза Вилхелмина Паулина фон и цу Гилза (* 26 юни 1833).